# 吳昌碩
吳昌碩（1844年9月12日—1927年11月29日），初名俊，又名俊卿，字昌碩，一字苍硕、苍石、仓石、昌石，別號缶庐、苦鐵、大聋等，晚年以字行。浙江省湖州安吉縣鄣吳村人。清末民初篆刻家，亦工書法、繪畫。父親吳辛甲是清朝的舉人。母親為萬氏。

## 生平
1860年清朝發生太平天國之亂，當時吳昌碩17歲，在戰亂中家破人亡，僅有他與父親逃到了山中的石蒼塢，這也是後來他稱自己｢昌碩｣的由來，後來戰亂平息後，父子兩人定居於吳城蕪園。
在21歲時，也就是1865年（清同治四年）吳昌碩考取了秀才，之後開始以篆刻為生。
1872年，他前往江浙一帶，一邊遊歷一邊替人刻印謀生，31岁后，移居苏州，阅历大量金石碑文、玺印、字画。後來于1904年擔任在杭州孤山｢西泠印社｣社長，稱自己｢五湖印丐｣，他曾說自己30歲時學寫詩，50歲才學畫。
吳昌碩在32歲時，曾在江蘇省擔任安東縣的知縣，不過只做了一個月。
后定居上海，广收博取诗书画印并进，晚年风格突出。1915年起任海上题襟馆金石书画会会长。

## 艺术特色
吳昌碩作品特色是篆文的書法。他的篆刻从浙派入手，后专攻汉印。他將篆刻時的刀法融入了書法當中。在繪畫上面，他也慣用｢寫｣的風格來繪畫。
在清末民初的中國畫壇上，吳昌碩形成了｢吳昌碩流派｣。他晚年定居於上海，被後世歸於｢海上畫派｣，2005年他的作品《花卉十二條屏》，售價為美金200萬元，是近代最高價的海上畫派作品。
吴昌硕在日本也享有较高的艺术声誉。日本篆刻家河井荃庐曾向吴昌硕请教，日本书画界专门铸造吴昌硕半身铜像，赠西泠印社陈列。在吴昌硕诞辰160年之际，东京银座美术馆举办吴昌硕书画展，展出了收藏于日本的吴昌硕书画作品。
据说，李铁夫曾致友人信中曾认为当代国内真正的画家只有「齐白石、吴昌硕二人而已」。
著有《缶庐诗存》、《缶庐印存》、《吴昌硕画集》等。

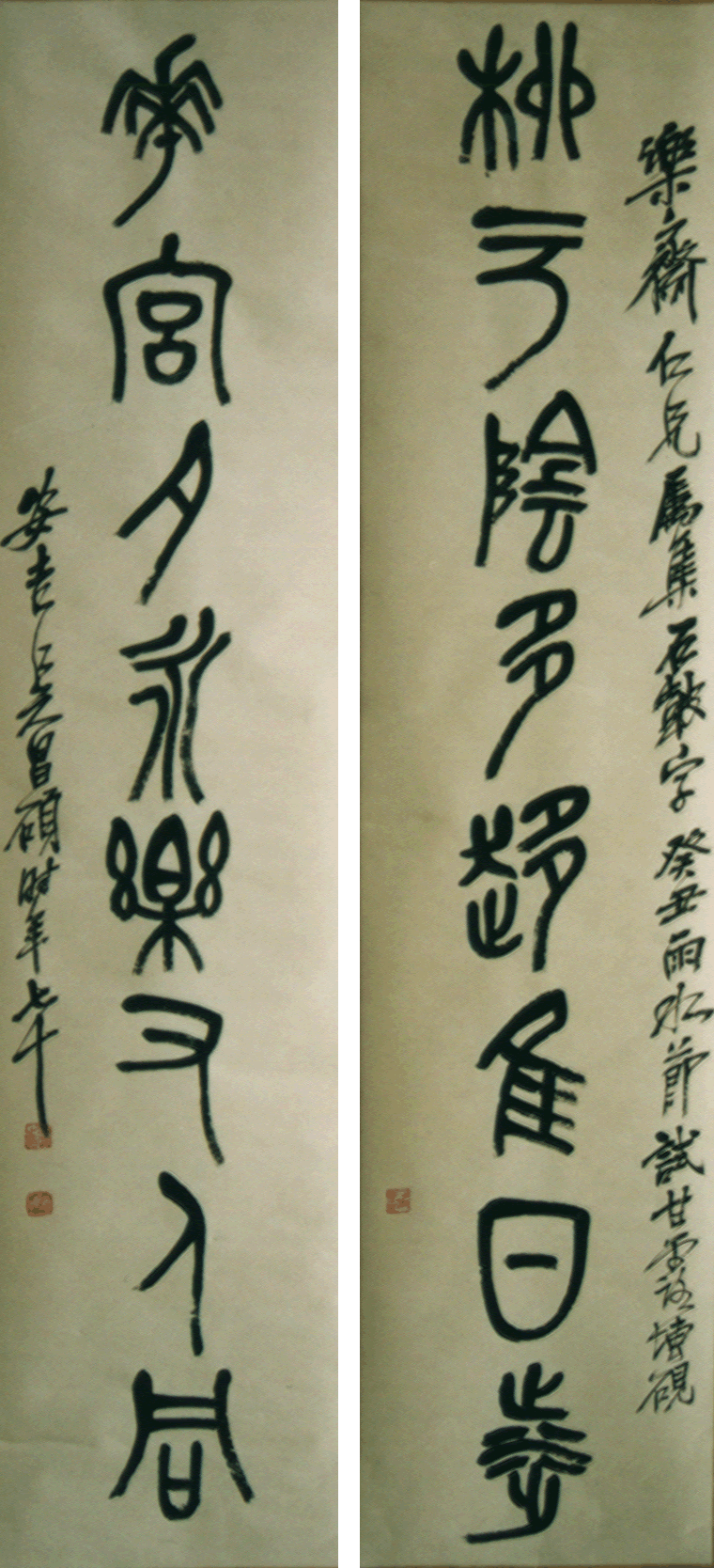
对联
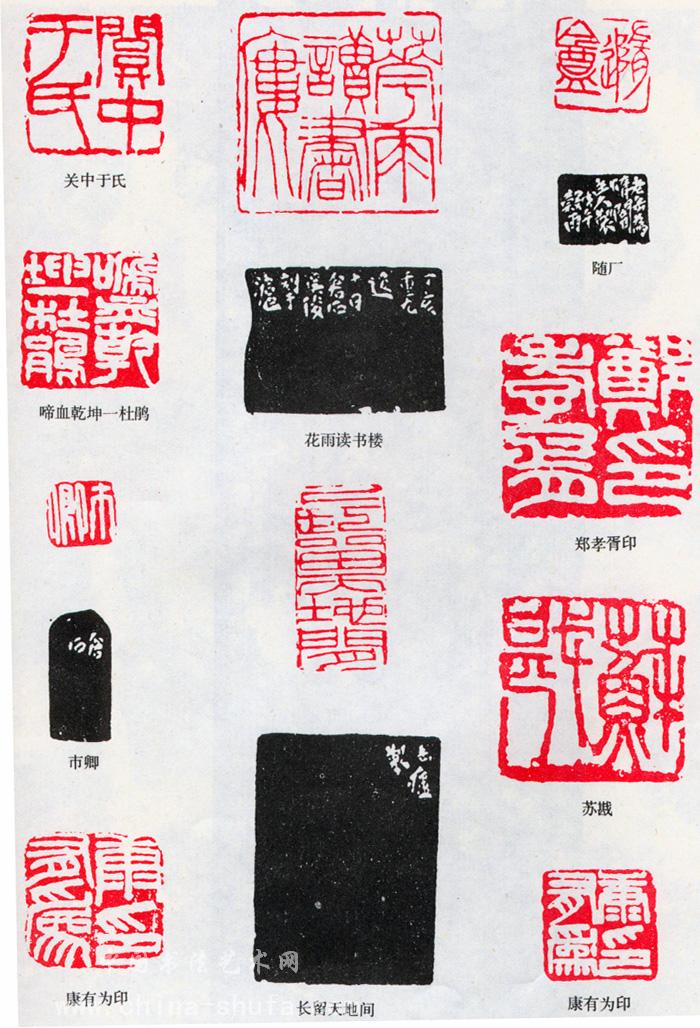
篆刻
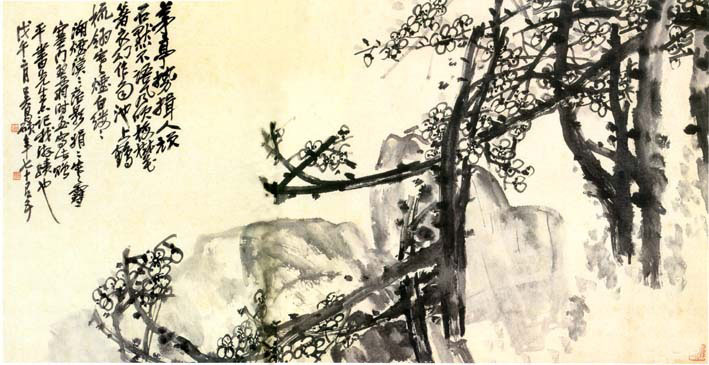
墨梅图
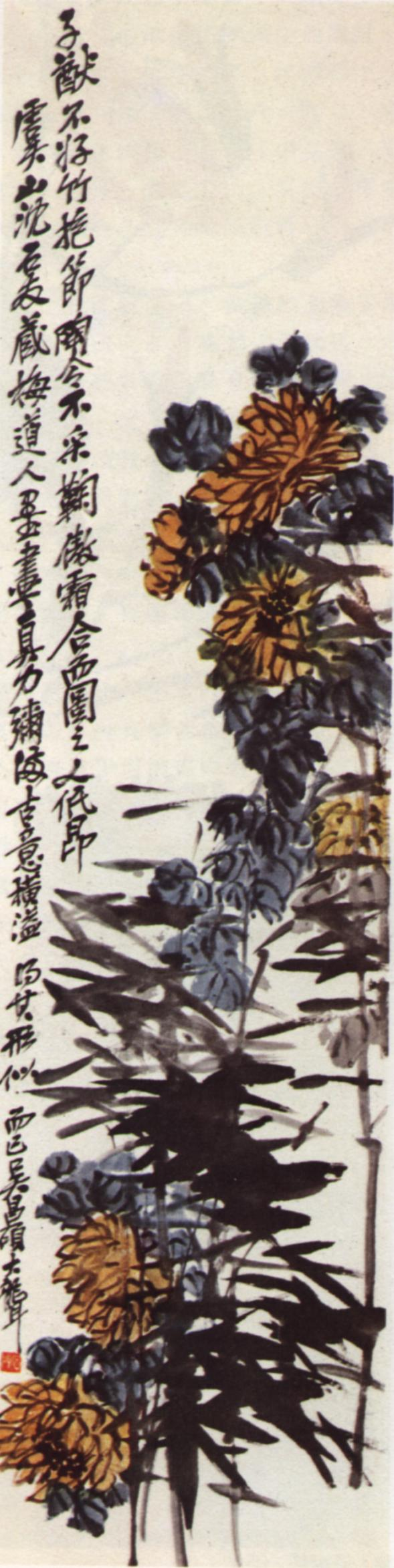
菊竹图
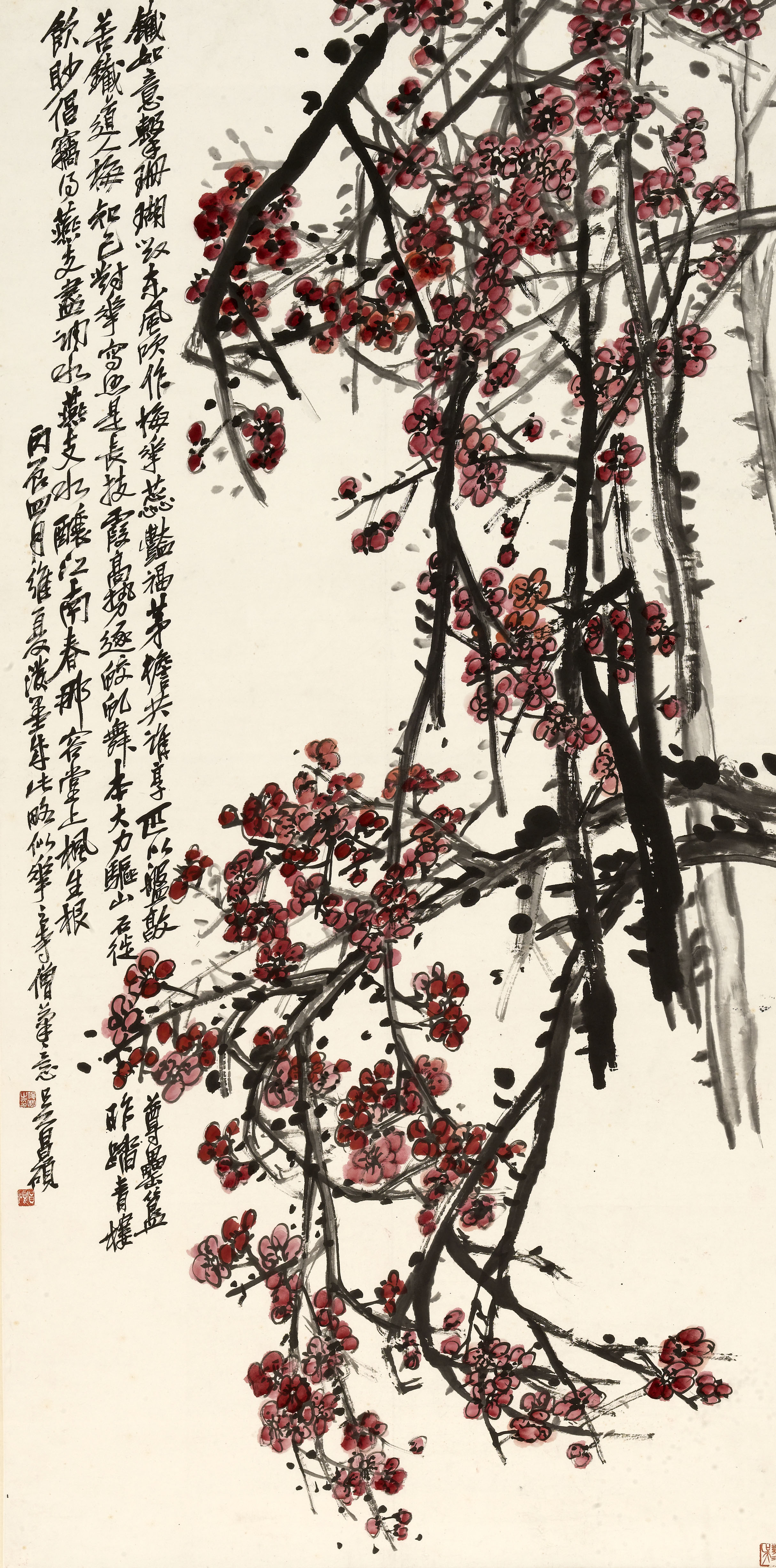
梅花图
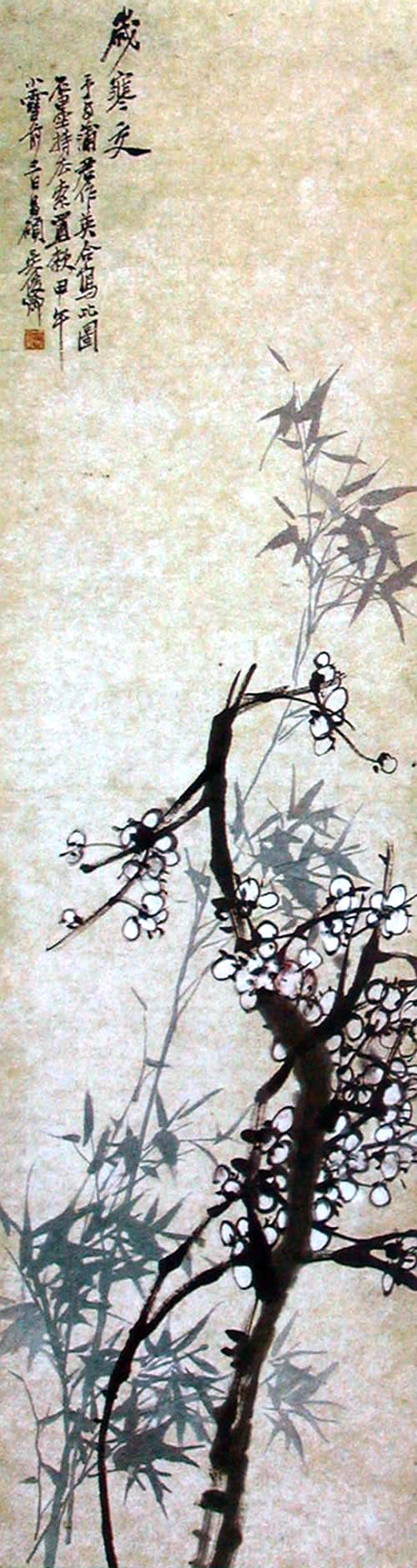
岁寒交图
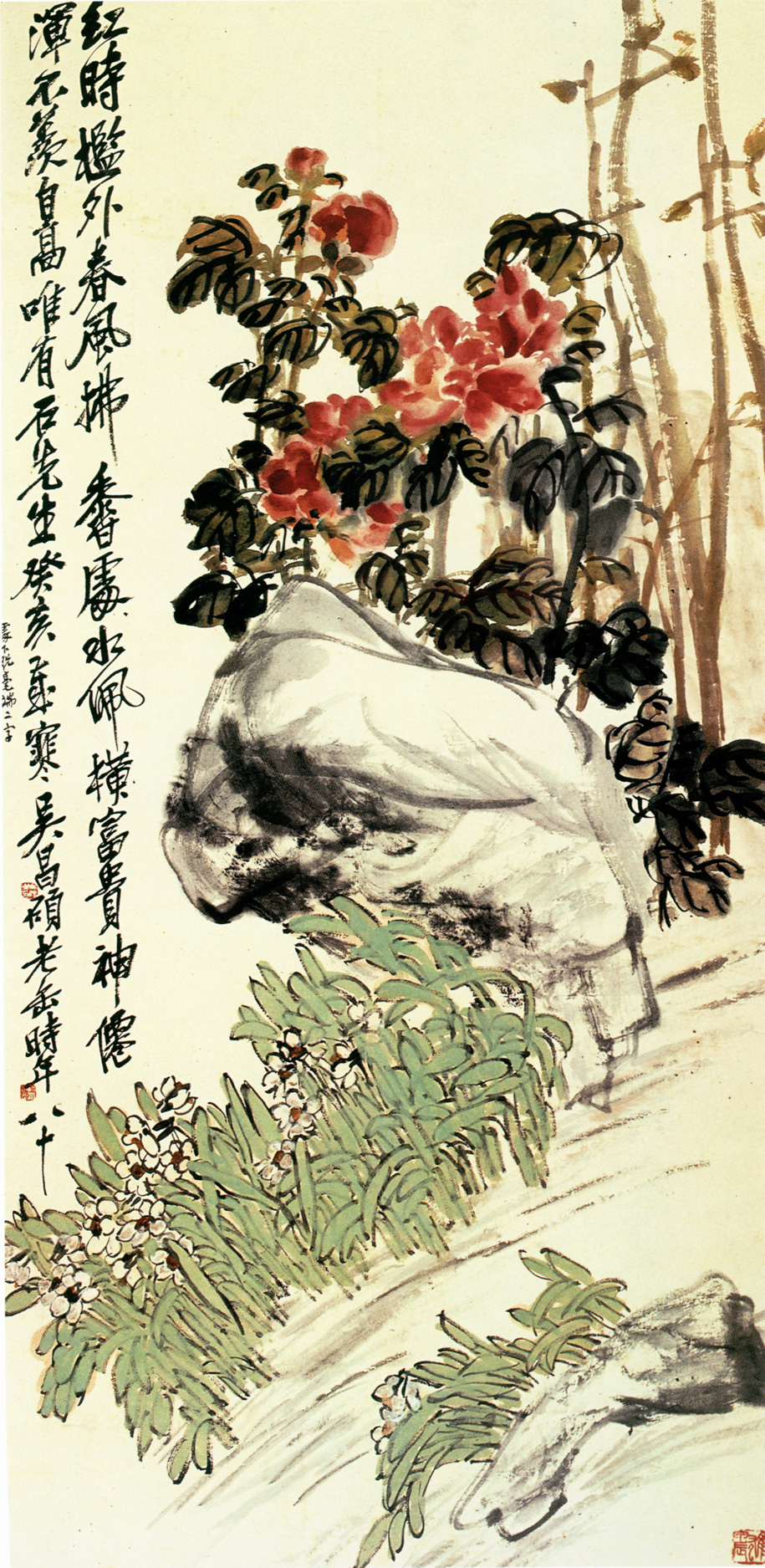
牡丹水仙图
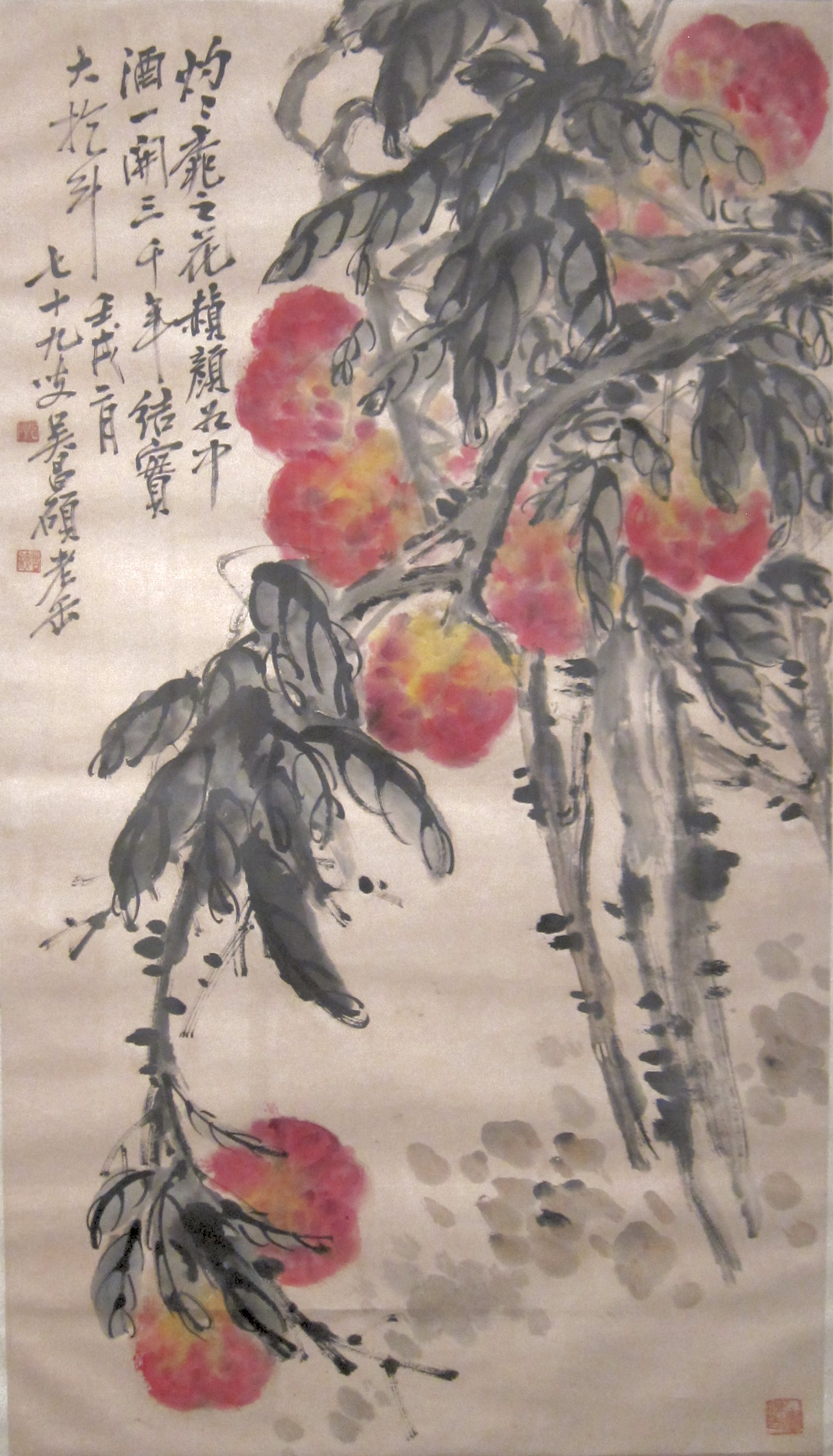
桃實圖

## 外部連結
- 吳昌碩故居（页面存档备份，存于）
- 吴昌硕诞生160周年书画展（日本藏）
- 2011年列名世界拍賣收入記錄前30名的中國畫家名單已公佈 - 第18名為吳昌碩 Wu Changshuo 吴昌硕